# Camilla Grebe

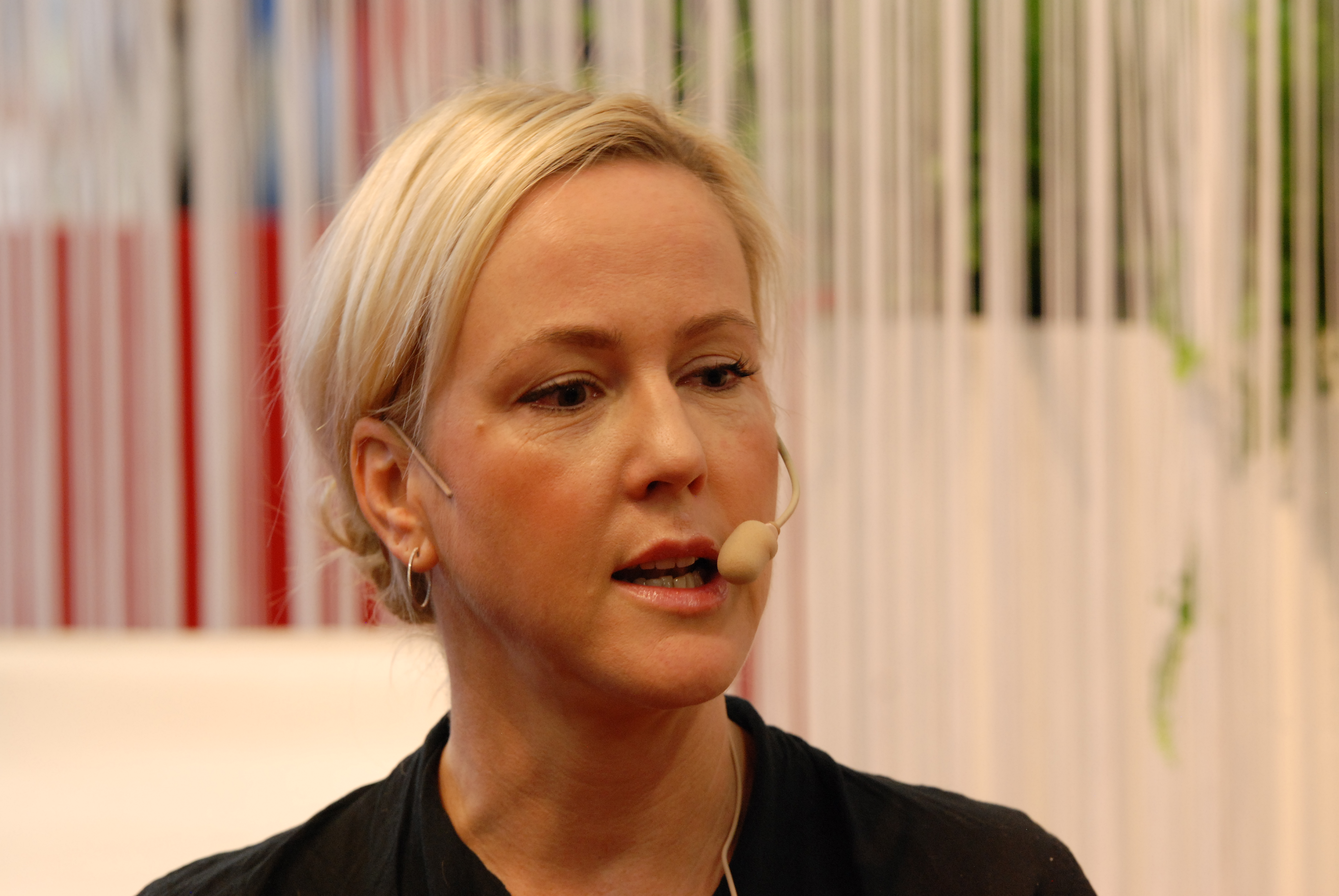
Camilla Grebe (* 1968)

Camilla Grebe (* 20. März 1968 in Älvsjö bei Stockholm) ist eine schwedische Betriebswirtin und Schriftstellerin.

## Leben
Camilla Grebe studierte Betriebswirtschaftslehre an der Handelshochschule Stockholm und gründete im Jahr 2002 den schwedischen Hörbuchverlag StorySide, den sie 2007 wieder veräußerte. Derzeit arbeitet sie als Unternehmensberaterin in der Telekommunikationsbranche.
Im Jahr 2009 veröffentlichte Grebe gemeinsam mit ihrer jüngeren Schwester Åsa Träff den ersten Teil der Siri-Bergmann-Buchreihe: Die Therapeutin, dem 2010 der zweite Band Das Trauma und 2013 Bevor du stirbst folgte. 2011 erschienen die ersten beiden Bände und am 25. Februar 2013 der dritte Band auch in deutscher Sprache. Alle drei Teile sind bereits als Hörbuch erschienen.
Camilla Grebe ist verheiratet und lebt mit ihren zwei Kindern und einem Dalmatiner in Stockholm.

## Auszeichnungen
- 2018: Skandinavischer Krimipreis für Husdjuret

## Werke

### Siri Bergmann
- mit Åsa Träff: Die Therapeutin. btb, München 2011, ISBN 978-3-442-74183-0 (Originaltitel: Någon sorts frid).
- mit Åsa Träff: Das Trauma. btb, München 2011, ISBN 978-3-442-75259-1 (Originaltitel: Bittrare än döden)
- mit Åsa Träff: Bevor du stirbst. btb, München 2013, ISBN 978-3-442-75369-7 (Originaltitel: Innan du dog)
- Mit Åsa Träff: Mann ohne Herz. btb, München 2015, ISBN 978-3-442-74913-3 (Originaltitel: Mannen utan hjärta).
- Mit Åsa Träff: Durch Feuer und Wasser. btb, München 2019, ISBN 978-3-442-71724-8 (Originaltitel: Eld och djupa vatten).

### Moskau
- mit Paul Leander-Engström: Dirigenten från Sankt Petersburg. Damm Förlag AB, Stockholm 2013, ISBN 978-91-7537-042-2.
- mit Paul Leander-Engström: Handlaren från Omsk.
- mit Paul Leander-Engström: Den sovande spionen.

### Die Profilerin (Övriga)
- Wenn das Eis bricht. btb, München 2017, ISBN 978-3-442-75717-6 (Originaltitel Älskaren från huvudkonroret).
- Tagebuch meines Verschwindens. btb, München 2019, ISBN 978-3-442-71881-8 (Originaltitel Husdjuret).
- Schlaflos. btb, München 2023, ISBN 978-3-442-71926-6 (Originaltitel Dvalan).

## Hörbücher
2011:  Camilla Grebe & Åsa Träff: Die Therapeutin, Random House Audio Köln, als MP3-Download, ungekürzt 683 Min., gelesen von Tanja Geke